# Blimey! Games
Blimey! Games era una empresa de desarrollo de software de entretenimiento en el centro de Londres. El director ejecutivo fue Ian Bell, ex director general y fundador del equipo de desarrollo de SimBin Studios.
Blimey! Games estaba compuesto por un equipo de desarrollo especializado de 60 personas con sede en ubicaciones de todo el mundo.

## Historia
La empresa fue fundada en mayo de 2005 por el equipo de desarrollo que produjo el juego de conducción para PC GTR - FIA GT Racing Game en 2004.
Blimey! Games también formaron el equipo de desarrollo central de GTR - FIA GT Racing Game 2 y el juego de carreras de autos deportivos, GT Legends.
En 2006, Blimey! Games, junto con sus editores 10tacle Studios AG, firmaron un acuerdo de licencia para el desarrollo de videojuegos con el fabricante de automóviles Ferrari.
Tras la insolvencia de 10tacle en 2008, el 8 de enero de 2009, Blimey! entró en administración y el personal fue contratado y el negocio y los activos se vendieron a Slightly Mad Studios Limited, una empresa que también había sido establecida por Bell.

## Videojuegos
| Año  | Juego                                          | Distribuidor    |
| ---- | ---------------------------------------------- | --------------- |
| 2006 | GTR 2: FIA GT Racing Game (con SimBin Studios) | 10tacle Studios |
| 2007 | BMW M3 Challenge                               | 10tacle Studios |